# Seznam kapitol mangy Bleach
Toto je seznam kapitol mangy Bleach. Japonská manga Bleach, kterou napsal a ilustroval Tite Kubo, byla v Japonsku publikována v časopisu Šúkan šónen Jump od 20. srpna 2001. První kapitola Bleache vyšla v roce 2001 ve dvojitém čísle #36-37. Příběh začíná tím, že Ičigo Kurosaki, teenager, nešťastnou náhodu ukradne celou sílu jedné Sběračce duší, Rukie Kučiki, a následně přebírá povinnosti Sběrače, dokud se neobnoví její síly. Od této události musí Ičigo bojovat s Hollowy, zlými duchy lidských duší, které se živí ostatními duchy.
Jednotlivé kapitoly jsou skládány do svazků formy tankóbon, které vydává nakladatelství Šúeiša. První svazek byl vydán 5. ledna 2002. Poslední svazek, sedmdesátý čtvrtý, byl vydán 4. listopadu 2016. Adaptaci mangy ve formě anime seriálu produkovalo Studio Pierrot a vysílala televizní stanice TV Tokyo; první epizoda měla premiéru 5. října 2004 a poslední epizoda byla odvysílána 27. března 2012.
V České republice mangu vydává nakladatelství CREW. Dosud vydalo třicet devět svazků. Čtyřicátý svazek s názvem The Lust má vyjít v říjnu 2024.

## Seznam svazků

### Svazky 1–21
| Kapitoly: - 001. Death & Strawberry - 002. Starter - 003. Headhittin' - 004. WHY DO YOU EAT IT? - 005. Binda•blinda - 006. microcrack. - 007. The Pink Cheeked Parakeet | Počet stran: - 192 Pokrývá díly anime: - Bleach, epizody 1–4 |

| Kapitoly: - 008. Chase Chad Around - 009. Monster and a Transfer [Struck Down] - 010. Monster and a Transfer pt.2 [The Deathberry] - 011. Back. [Leachbomb or Mom] - 012. The Gate of The End - 013. BAD STANDARD - 014. School Daze!!! - 015. Jumpin' Jack' Jolted - 016. Wasted but Wanted | Počet stran: - 192 Pokrývá díly anime: - Bleach, epizody 4–7 |

| Kapitoly: - 017. 6/17 - 018. 6/17 op.2 "Can't Smile Don't Blame" - 019. 6/17 op.3 "memories in the rain" - 020. 6/17 op.4 "face again" - 021. 6/17 op.5 "Bojující chlapec" (戦う少年 "Tatakau Šónen") - 022. 6/17 op.6 "BATTLE ON GRAVEYARD" - 023. 6/17 op.7 "Otupělá mysl, ztupené ostří" (意志は鋭し、刃は鈍し "Iši wa Surudoši, Jaiba wa Nibuši") - 024. 6/17 op.8 "All One Way Sympathies" - 025. 6/17 op.9 "Bojující chlapec 2 (戦う少年2 "Tatakau Šónen 2") [The Cigar Blues Mix]" | Počet stran: - 192 Pokrývá díly anime: - Bleach, epizody 7–9 |

| Kapitoly: - 026. Paradise in Nowhere - 027. Spirits Ain't Always WITH US - 028. Symptom of Synesthesia - 029. Stop that stupid!! - 030. Second Contact (it was outside the scope of our understanding) - 031. HEROES CAN SAVE YOU - 032. Hero is Always With Me? - 033. ROCKIN' FUTURE 7 - 034. Quincy Archer Hates You | Počet stran: - 192 Pokrývá díly anime: - Bleach, epizody 10–11, 15 |

| Kapitoly: - 035. Can You Be My Enemy? - 036. My pro pomstu šli smrti vstříc (我ら、報復の為に死に至りて Warera, Hófuku no Tame ni Ši ni Itarite) - 037. Crossing The Rubicon - 038. BENT - 039. Rightarm of The Giant - 040. Grow? - 041. Princess & Dragon - 042. Princess & Dragon PART.2 "The Majestic" - 043. Princess & Dragon PART.3 "Six flowers" | Počet stran: - 192 Pokrývá díly anime: - Bleach, epizody 11–13 |

| Kapitoly: - 044. Awaken[to the Threat] - 045. Point of Purpose - 046. Karneades~Back to Back - 047. Back to Back~Tearing Sky - 048. Menos Grande (メノスグランデ) - 049. Unchained. - 050. Quincy Archer Hates You Part 2[Blind But Bleed Mix] - 051. DEATH 3 - 052. Needless Emotions | Počet stran: - 192 Pokrývá díly anime: - Bleach, epizody 13–16 |

| Kapitoly: - 053. Nice to meet you, I will beat you. - 054. Bezejmenné dítě (名も訊けぬ子供 Na mo Kikenu Kodomo) - 055. SHUT - 056. broken coda - 057. Unfinished July Rain - 058. blank - 059. Lesson 1: One Strike! + Jailed at Home - 060. Lesson 1-2: DOWN!! - 061. Lesson2: Shattered shaft | Počet stran: - 200 Pokrývá díly anime: - Bleach, epizody 16–18 |

| Kapitoly: - 062. Lesson2-2:Bad Endin' In The Shaft - 063. Lesson2-3:Innercircle Breakdown - 064. BACK IN BLACK - 065. Collisions - 066. THE BLADE AND ME - 067. End of Lessons - 068. Poslední letní prázdniny (最後の夏休み Saigo no Nacujasumi) - 069. 25:00 gathering - 070. Where Hollows Fear To Tread | Počet stran: - 200 Pokrývá díly anime: - Bleach, epizody 19–20 |

| Kapitoly: - 071. INTRUDERZ - 072. The Superchunk - 073. Drizzly Axes - 074. Armlost, Armlost - 075. Krvavý déšť (血雨 Chi Ame) - 076. Boarrider Comin' - 077. Mý jméno je Gandžu (俺様の名はガンジュ Ore-sama no Na wa Gandžu) - 078. meeT iT aT basemenT - 079. FOURTEEN DAYS FOR CONSPIRACY | Počet stran: - 192 Pokrývá díly anime: - Bleach, epizody 21–23 |

| Kapitoly: - 080. The Shooting Star Project - 081. Twelve Tone Rendezvous - 082. Conflictable Composition - 083. COME WITH ME - 084. The Shooting Star Project 2 [Tattoo On The Sky] - 085. INTRUDERZ 2 [Breakthrough the roof mix] - 086. Making Good Relations,OK? - 087. Dancing With Spears - 088. SO UNLUCKY WE ARE - 088.5. KARAKURA SUPER HEROES | Počet stran: - 200 - 204 Pokrývá díly anime: - Bleach, epizody 24–27, 33 |

| Kapitoly: - 089. Masterly! And Farewell! - 090. See You Under a Firework - 091. KING OF FREISCHÜTZ - 092. Masterly! And Farewell! [Reprise] - 093. Steer For the Star - 094. Gaol Named Remorse - 095. CRUSH - 096. BLOODRED CONFLICT - 097. Talk About Your Fear - 098. Hvězda a toulavý pes (星と野良犬 Hoši to Norainu) | Počet stran: - 208 - 212 Pokrývá díly anime: - Bleach, epizody 27–32 |

| Kapitoly: - 099. Dead Black War Cloud - 100. Podoben květu v kamenném srázu (それは岩壁の花に似て Sore wa Ganpeki no Hana ni Nite) - 101. Split Under The Red Stalk - 102. Nobody Beats - 103. Dominion - 104. The Undead - 105. Spring, Spring, Meets The Tiger - 106. Cause For Confront - 107. Heat In Trust - 0.8. A Wonderful Error | Počet stran: - 200 Pokrývá díly anime: - Bleach, epizody 34–37, 227 |

| Kapitoly: - 108. Time for Scare - 109. Jako tygr snažící se nepodupat květy (花を踏まぬ虎のように Hana o Fumanu Tora no Jó Ni) - 110. Dark Side of Universe - 111. Black & White - 112. The Undead 2 [Rise&Craze] - 113. The Undead 3 [Closing Frantica] - 114. Vše o hroutícím se světě (崩れゆく世界のすべてについて Kuzurejuku Sekai no Subete ni Cuite) - 115. Remnant | Počet stran: - 184 Pokrývá díly anime: - Bleach, epizody 38–40 |

| Kapitoly: - 116. White Towers Rock - 117. Remnant 2 [Deny the Shadow] - 118. The Supernal Tag - 119. Secret of the Moon - 120. Shake Hands With Grenades - 121. In Sane We Trust - 122. Don’t Lose Your Grip On - 123. Pledge My Pride To | Počet stran: - 200 Pokrývá díly anime: - Bleach, epizody 41–43 |

| Kapitoly: - 124. Crying Little People - 125. Insanity & Genius - 126. The Last of a Void War - 127. Beginning of the Death of Tomorrow - 128. The Great Joint Struggle Union - 129. Suspicion [for Assassination] - 130. Suspicion2 [of Tears] - -17. Předehra pro zbloudilé hvězdy (逸れゆく星々の為の前奏曲 Hagurejuku Hošiboši no Tame no Zensókjoku) | Počet stran: - 186 - 184 Pokrývá díly anime: - Bleach, epizody 44–47 |

| Kapitoly: - 131. The True Will - 132. Creeping Limit - 133. memories in the rain2 "the nocturne" - 134. memories in the rain2 op.2 "Longing For Sanctuary" - 135. memories in the rain2 op.3 "Affected By the Night" - 136. memories in the rain2 op.4 "night of wijnruit" - 137. Surrounding Clutch - 138. Individual Thoughts - 139. Drowsy,Bloody,Crazy | Počet stran: - 192 Pokrývá díly anime: - Bleach, epizody 48–51 |

| Kapitoly: - 140. Bite at the Moon - 141. Kneel to The Baboon King - 142. Těm, kdo se zmocní měsíce (月を捉うものへ告ぐ Cuki o Torau Mono e Cugu) - 143. Blazing Souls - 144. Rosa Rubicundior, Lilio Candidior - 145. Shaken - 146. Demon Loves the Dark - 147. Countdown to The End:3 [Blind Light,Deaf Beat] - 148. Countdown to The End:2 [Lady Lennon~Frankenstein] - 149. Countdown to The End:1 [Only Mercifully] | Počet stran: - 216 Pokrývá díly anime: - Bleach, epizody 52–54 |

| Kapitoly: - 150. Countdown to The End:0 - 151. Deathberry Returns - 152. The Speed Phantom - 153. Empty Dialogue - 154. The God of Flash - 155. Redoundable deeds/Redoubtable babies - 156. Welcome to Purgatory - 157. Cat And Hornet - 158. Sky Leopardess | Počet stran: - 208 Pokrývá díly anime: - Bleach, epizody 54–56 |

| Kapitoly: - 159. LONG WAY TO SAY GOODBAY - 160. Battle On Guillotine Hill - 161. Scratch the Sky - 162. Black Moon Rising - 163. THE Speed Phantom 2 [Denial by Pride, Contradiction by Power] - 164. The One Who Change the World - 165. Dark Side of Universe 2 - 166. Black & White 2 - 167. The Burial Chamber - 168. Behind Me, Behind You | Počet stran: - 204 - 206 Pokrývá díly anime: - Bleach, epizody 56–60 |

| Kapitoly: - -12.5. květy za chladného měsíce (Blooming Under a Cold Moon) - 169. end of hypnosis - 170. end of hypnosis2 [the Galvanizer] - 171. end of hypnosis3 [the Blue Fog] - 172. end of hypnosis4 [Prisoners in Paradise] - 173. end of hypnosis5 [Standing to Defend You] - 174. end of hypnosis6 [The United Front] - 175. end of hypnosis7 [Truth Under My Strings] - 176. end of hypnosis8 [the Transfixion] - 177. end of hypnosis9 [Completely Encompass] - 178. end of hypnosis10 [No One Stand On the Sky] | Počet stran: - 224 Pokrývá díly anime: - Bleach, epizody 60–62 |

| Kapitoly: - 179. Confession in the Twilight - 180. Something in The Aftermath - 181. AND THE RAIN LEFT OFF - 182. GET BACK FROM THE STORM [TRIGGER FOR A NEW CONCERTO] - 183. eyes of the unknown - 184. HUSH - 185. Be My Family or Not - 186. Tell Your Children The Truth - 187. THE CIGAR BLUES PART TWO | Počet stran: - 192 Pokrývá díly anime: - Bleach, epizody 62–63, 110–111 |

### Svazky 22–48
| Kapitoly: - 188. CRUSH THE WORLD DOWN - 189. RESOLVE - 190. Conquistadores - 191. Conquistadores 2 [Screaming Symphony] - 192. Conquistadores 3 [Hounded Priestess] - 193. Conquistadores 4 [Ebony&Ivory] - 194. Conquistadores 5 [La Basura] - 195. Death & Strawberry [Reprise] - 196. PUNCH DOWN THE STONE CIRCLE - 197. The Approaching Danger | Počet stran: - 208 - 210 Pokrývá díly anime: - Bleach, epizody 111–115 |

| Kapitoly: - 198. The Icecold Discord - 199. Ugly - 200. Night of Sledgehammer - 201. Wind & Snowbound - 202. Mala Suerte! - 203. Mala Suerte!2 [El Monstruo] - 204. Mala Suerte!3 [Monstruo Sangriento] - 205. Mala Suerte!4 [Tempestad de la Lucha] - 0.side-A the sand - 0.side-B the rotator - Shinigami Women's Association | Počet stran: - 200 - 204 Pokrývá díly anime: - Bleach, epizody 109, 116–118, 227 |

| Kapitoly: - 206. Mala Suerte!5 [LUCKY] - 207. Mode:Genocide - 208. The Scissors - 209. Lift the Limit - 210. Turn the True Power On - 211. Stroke of Sanity - 212. You Don't Hear My Name Anymore - 213. Trifle - 214. Immanent God Blues | Počet stran: - 192 Pokrývá díly anime: - Bleach, epizody 119–122 |

| Kapitoly: - 215. Tug Your God Out - 216. The Suppression of Darkness - 217. Hole In My Heart - 218. Dark Side of Universe 3 - 219. Black & White 3 - 220. King & His Horse - 221. Let Eat The World's End - 222. NO SHAKING THRONE - 223. The Scarlet Creation | Počet stran: - 192 Pokrývá díly anime: - Bleach, epizody 122–125 |

| Kapitoly: - 224. Imitated Gaiety - 225. Slip Into My Barrier - 226. Right of My Heart - 227. The Swordless Soldier - 228. Don't Look Back - 229. The Howling Tempest - 230. Dead White Invasion - 231. The Mascaron Drive - 232. The Mascaron Drive 2 - 233. El Violador | Počet stran: - 208 Pokrývá díly anime: - Bleach, epizody 126–127, 138–139 |

| Kapitoly: - 234. Not Negotiation - 235. The Frozen Clutch - 236. The Sun Already Gone Down - 237. goodbye, halcyon days. - 238. Eagle Without Wings - 239. WINGED EAGLES - 240. regeneration - 241. Silverflame. - 242. TWO MEN ARE BURNING | Počet stran: - 192 Pokrývá díly anime: - Bleach, epizody 139–144 |

| Kapitoly: - 243. The Knuckle & The Arrow - 244. Born From The Fear - 245. THE WAY WITHOUT ENEMIES - 246. The Great Desert Bros. - 247. United On The Desert - 248. Žít a vrátit se na toto místo zpět (再び生きて この場所へ Futatabi Ikite, Kono Bašo e) - 249. Back to the Innocence - 250. Five Ways To Three Figures - 251. Baron's Lecture 1st Period | Počet stran: - 192 Pokrývá díly anime: - Bleach, epizody 144–146, 150–151 |

| Kapitoly: - 252. REBUT TO THE BARON'S LECTURE - 253. Don't Call Me Niño - 254. Deja Chocolate Aquí - 255. DON'T BREATHE IN THE BUSH - 256. Infinite Slick - 257. The Slashing Opera - 258. Seeleschneider - 259. Flicker Flames - 260. RIGHTARM OF THE GIANT2 - BLEACH on the BEACH!! | Počet stran: - 200 Pokrývá díly anime: - Bleach, epizody 152–153, 156–158, 228 |

| Kapitoly: - 261. LEFTARM OF THE DEVIL - 262. Unblendable - 263. Unexpected - 264. Don't Say That Name Again - 265. Bang The Bore - 266. Hide Away From The Sun - 267. Legions of the Reglets - 268. Nesmíš zemřít (君 死にたもうこと勿れ Kimi Šinitamó Koto Nakare) - 269. The End is Neard | Počet stran: - 192 Pokrývá díly anime: - Bleach, epizody 153–155, 158–161 |

| Kapitoly: - 270. WARning - 271. If You Rise From The Ashes - 272. Don't Kill My Volupture - 273. DOG eat DOG - 274. The Monster - 275. The United Front 2[Red & White] - 276. Blockin' Beast - 277. Corrosion of Conformity - 278. Heal for The Crash | Počet stran: - 200 Pokrývá díly anime: - Bleach, epizody 161–165 |

| Kapitoly: - 279. Jugulators - 280. Jugulators2 - 281. THE VULGARIAN NOISE - 282. THE PRIMAL FEAR - 283. You don't hurt anymore - 284. Historia de Pantera y su Sombras - 285. Pohlť sám život (肉喰みて, ひとり; Šiši Hamite, Hitori) - 286. Guillotine You Standing - -16. Umírání na ledových polích (に死す; Hjógen ni Šisu) | Počet stran: - 192 Pokrývá díly anime: - Bleach, epizody 165–167, 190, 239 |

| Kapitoly: - 287. Don't Forget Till You Die - 288. THE BAD JOKE - 289. The Scarmask - 290. Unleash The Beast - 291. Thank You For Defend Me - 292. Rupture My Replica - 293. urge for unite - 294. IF YOU CALL ME BEAST, KILL YOU LIKE TEMPEST - 295. The Last Mission | Počet stran: - 192 Pokrývá díly anime: - Bleach, epizody 190–194 |

| Kapitoly: - 296. Changed Again And Again - 297. King of The Kill - 298. INTRUDERZ3 - 299. The Verbal Warfare - 300. Curse Named Love - 301. Nothing Like Equal - 302. Pride on the Blade - 303. Dumdum-Dummy-Dumbstruck - 304. Battle of Barbarians - 305. The Rising Phoenix | Počet stran: - 216 Pokrývá díly anime: - Bleach, epizody 195–199 |

| Kapitoly: - 306. Not Perfect is GOoD - 307. Bite it, Slash it - 308. SATAN FROM ORBIT - 309. Pray for the Mantis - 310. FOUR ARMS TO KILLING YOU - 311. The Undead 4 - 312. Higher Than The Moon - 313. TO CLOSE YOUR WORLD - 314. Night Side of Abduction - 315. MARCH OF THE DEATH | Počet stran: - 208 Pokrývá díly anime: - Bleach, epizody 199–203 |

| Kapitoly: - -108. TURN BECK THE PENDULUM - -107. Turn Back the Pendulum 2 - -106. Turn Back the Pendulum 3 - -105. Turn Back the Pendulum 4 - -104 Turn Back the Pendulum 5 - -103. Turn Back the Pendulum 6 - -102. Turn Back the Pendulum 7 - -101. Turn Back the Pendulum 8 - -100. Turn Back the Pendulum 9 | Počet stran: - 200 Pokrývá díly anime: - Bleach, epizody 206–211 |

| Kapitoly: - -99. Turn Back the Pendulum 10 - -98. Turn Back the Pendulum 11 - -97. Let Stop the Pendulum - 316. Swang the Edge Down - 317. Six Hearts Will Beat As One - 318. Five Towers/Four Pillars - 319. Ants and Dragons - 320. Beauty is So Solitary - 321. Black Briers and Brambles - 322. Oath Under The Rose | Počet stran: - 216 Pokrývá díly anime: - Bleach, epizody 211–212, 215–218 |

| Kapitoly: - 323. Gloomy, Ghastly and Full of Despair - 324. The Reaper - 325. Fear for Fight - 326. Knockdown Monster - 327. Knockdown Monsters - 328. The Knuckle Debate - 329. RAGING RAMPAGE - 330. CROSSING SWORDS - 331. Don't Believe The Hide | Počet stran: - 200 Pokrývá díly anime: - Bleach, epizody 218–222 |

| Kapitoly: - 332. Stingy Stinger - 333. Ash & Salamander - 334. Dregs of Hypnosis - 335. chimaera chord - 336. El Verdugo - 337. Hall In Your Inferno - 338. Fall Into My Inferno - 339. The Deathbringers Numbers - 340. The Antagonizer | Počet stran: - 192 Pokrývá díly anime: - Bleach, epizody 222–227 |

| Kapitoly: - 341. The Envy - 342. The Gluttony - 343. The Greed - 344. The Pride - 345. The Sloth - 346. The Wrath - 347. The Lust - 348. The Lust2 - 349. The Lust3 | Počet stran: - 192 Pokrývá díly anime: - Bleach, epizody 267–271 |

| Kapitoly: - 350. The Lust4 - 351. The Lust5 - 352. The Lust6 - 353. The Ash - 354. heart - 355. Azul-Blood Splash - 356. Tyrant of Skulls - 357. The Colossus of Fear - 358. King of the Clouds | Počet stran: - 192 Pokrývá díly anime: - Bleach, epizody 271–276 |

| Kapitoly: - 359. The Frozen Obelisk - 360. Shock of the Queen - 361. I Hate Loneliness, But It Loves Me - 362. Howling Wolves - 363. Superchunky from Hell - 364. Grinning Revenger - 365. Whose Side Are We On - 366. The Revenger's High - 367. YOUR ENEMY IS MY ENEMY | Počet stran: - 192 Pokrývá díly anime: - Bleach, epizody 275–279 |

| Kapitoly: - 368. The Fearless Child - 369. Spit On Your Own God - 370. Život z pohledu boha (神の視座にて 命を論ず Kami no Šiza nite Inoči o Ronzu) - 371. Kingdom of Hollows - 372. The Metal Cudgel Flinger - 373. Wolves Ain't Howl Alone - 374. Šedý vlk, rudá krev, černé šaty, bílé kosti (灰狼・赤血・黒衣・白骨 Kairó, Sekkecu, Kokui, Hakkocu) - 375. EXecution, Extinction - 376. EXecution, Extinction 2 - 377. Shout at the Dark | Počet stran: - 208 Pokrývá díly anime: - Bleach, epizody 280–285 |

| Kapitoly: - 378. Eyes of the Victor - 379. Falta de Armonia - 380. Devil, Devil, Devil, Devil - 381. Words Just Don't Like You - 382. The United Front (Discordeque Miy) - 383. TOO EARLY TO THRUST - 384. Can't Fear Your Own Sword - 385. Vice It - 386. Bells Are Blue | Počet stran: - 192 Pokrývá díly anime: - Bleach, epizody 285–291 |

| Kapitoly: - 387. Ignited - 388. Eagle Without Wings 2 (EXTREME BATTLEMASTER MIX) - 389. Winged Eagles 2 - 390. BEYOND THE DEATH UNDERSTANDING - 391. The Blazing Glaciers - 392. The Breaking Glaciers - 393. The Burnout Inferno - 394. The Burnout Inferno 2 - 395. The Burnout Inferno 3 | Počet stran: - 192 |

| Kapitoly: - 396. THE BITE - 397. Edge of the Silence - 398. BACK FROM BLIND - 399. DEICIDE1 - 400. DEICIDE2 - 401. DEICIDE3 - 402. DEICIDE4 - 403. DEICIDE5 - 404. DEICIDE6 | Počet stran: - 192 Pokrývá díly anime: - Bleach, epizody 295–300 |

| Kapitoly: - 405. DEICIDE7 - 406. DEICIDE8 - 407. DEICIDE9 - 408. DEICIDE10 - 409. DEICIDE11 - 410. DEICIDE12 - 411. DEICIDE13 - 412. DEICIDE14 - 413. DEICIDE15 | Počet stran: - 192 Pokrývá díly anime: - Bleach, epizody 301–307 |

| Kapitoly: - 414. Deicide16 - 415. deicide17 - 416. DEICIDE18 (THE END) - 417. DEICIDE19 - 418. DEICIDE20 - 419. DEICIDE21 - 420. DEICIDE22 - 421. DEICIDE23 - 422. the silent victory - 423. Bleach My Soul | Počet stran: - 222 Pokrývá díly anime: - Bleach, epizody 307–310, 342 |

### Svazky 49–74
| Kapitoly: - 424. The Lost Agent - 425. A Day Without Melodies - 426. The Starter2 - 427. A Delicious Dissonace - 428. The Known - 429. Welcome to our EXECUTION - 430. Welcome to our EXECUTION 2 - 431. Welcome to our EXECUTION 3 - 432. The Soul Pantheism | Počet stran: - 192 Pokrývá díly anime: - Bleach, epizody 343–346 |

| Kapitoly: - 433. The Six Fullbringers - 434. Berry in the Box - 435. Panic at the Dollhouse - 436. The Time Discipline - 437. Swastika Break - 438. Knuckle Down - 439. KEEN MARKER - 440. Mute Friendship - 441. Spotlight Brocken | Počet stran: - 192 Pokrývá díly anime: - Bleach, epizody 346–351 |

| Kapitoly: - 442. Battlefield shallows, Otherfield Abyss - 443. Dirty Boots Dangers - 444. The Rising - 445. The Dark Beat - 446. The Dark Beat 2 - 447. Load - 448. LOADING TO LIE - 449. Not be a Drug - 450. Blind Solitude | Počet stran: - 192 Pokrývá díly anime: - Bleach, epizody 350–356 |

| Kapitoly: - 451. Welcome to our EXECUTION 4 - 452. erosion/imlosion - 453. Mute Your Breathe Friendship - 454. Sheathebreaker - 455. End of the Bond 1 - 456. End of the Bond 2 - 457. End of the Bond 3 - 458. End of All Bonds - 459. Death & Strawberry 2 | Počet stran: - 192 Pokrývá díly anime: - Bleach, epizody 356–361 |

| Kapitoly: - 460. Deathberry Returns 2 - 461. Come Around Our Turn - 462. Why me sad. - 463. Extreme Divider - 464. Quiet Chamber, Noisy Heast - 465. Bad Blood Exhaust - 466. Screaming Invader - 467. Luck Men - 468. Raid as a Blade - 469. Rag Lag Rumble | Počet stran: - 216 Pokrývá díly anime: - Bleach, epizody 361–364 |

| Kapitoly: - 470. Pray for Predators - 471. Pray for Predators 2 - 472. Razoredge Requiem - 473. Enemies in the Dark - 474. beLIEve - 475. Shades of the Bond - 476. THE LOST - 477. THE LOST 2 - 478. THE LOST 3 - 479. Goodbye to Our Xcution | Počet stran: - 208 Pokrývá díly anime: - Bleach, epizody 364–366 |

| Kapitoly: - 480. The Blood Warfare - 481. The Tearing - 482. Bad Recognition - 483. KriegsErklärung - 484. The Buckbeard - 485. Foundation Stones - 486. The Crimson Cremation - 487. Breathe but blind - 488. Bond Behind Blast - 489. March of the StarCross | Počet stran: - 200 |

| Kapitoly: - 490. March Of The StarCross 2 - 491. Toden Engel - 492. Balancer's Justice - 493. Light of Happiness - 494. The Closing Chapter Part One - 495. Bleeding Guitar Blues - 496. Kill The Shadow - 497. Kill The Shadow2 - 498. The Dark Rescuer - 499. Rescuer In The Dark | Počet stran: - 192 |

| Kapitoly: - 500. Rescuer In The Deep Dark - 501. Hear.Fear.Here - 502. Třešňové květy uvadly (散桜 San'ó) - 503. Wrath as a Lightning - 504. Za hromem (雷鳴の彼方へ Raimei no Kanata e) - 505. The Fire - 506. The Fire2 - 507. The Fire3 - 508. Jako běsnící požár (烈火の如し Rekka no Gotoši) - 509. Země i nebe se mění v prach (天地灰尽 Tenči Kaidžin) | Počet stran: - 192 |

| Kapitoly: - 510. The Extinction - 511. Smrt ve stoje (立ちて死すべし Tačite Šisubeši) - 512. THE STAND ABLAZE - 513. The Dark Moon Stroke - 514. BORN IN THE DARK - 515. relics - 516. THE SQUAD ZERO - 517. THE STAIRWAY TO HEAVEN - 518. THE Shooting Star Project(ZERO MIX) - 519. HOT HOT EAT - 520. KILLERS NOT DEAD | Počet stran: - 208 |

| Kapitoly: - 521. A Piggy Party - 522. Love it - 523. Swords of Origin - 524. The Drop - 525. Edges - 526. The Battle - 527. Eliminate From Heaven - 528. Everything but the Rain - 529. Everything But the Rain op.2 "The Rudiments" - 530. Everything But the Rain op.3 "Dark of the Moon" | Počet stran: - 192 |

| Kapitoly: - 531. Everything But the Rain op.4 "Dark of the Bleeding Moon" - 532. Everything But the Rain op.5 "The White Noise" - 533. Everything But the Rain op.6 "The Gravitation" - 534. Everything But the Rain op.7 "Hole of Reproach" - 535. Everything But the Rain op.8 "Defenders" - 536. Everything But the Rain op.9 "June Truth" - 537. Everything But the Rain op.10 "Prinz von Licht" - 538. Standing On the Edge - 539. Prob-less, Progress - 540. THE SWORD FIVE | Počet stran: - 192 |

| Kapitoly: - 541. THE BLADE AND ME 2 - 542. THE BLADE IS ME - 543. Letters - 544. Walking With Watchers - 545. Blue Stripes - 546. THE LAST 9DAYS - 547. Peace from Shadows - 548. The Thin Ice - 549. The StormBringer - 550. Blazing Bullets | Počet stran: - 192 |

| Kapitoly: - 551. The Burnt Offerings - 552. The Fundamental Virulence - 553. Frozen Cross - 554. Desperate Lights - 555. THE HERO - 556. The Wolfsbane - 557. Jeho život byl odložen stranou (命はとうに置いてきた Inoči wa Tóni Oite Kita) - 558. Srdce vlka (狼の心臓 Ókami no Šinzó) - 559. THE NIGHT RIGHT - 560. Rages at Ringside | Počet stran: - 192 |

| Kapitoly: - 561. THE VILLAIN - 562. THE VILLAIN 2 - 563. SUPERSTAR NEVER DIE - 564. Red Bristled Kings - 565. God Like You - 566. What is Your Fear? - 567. Dance With Snowwhite - 568. Hear. Fear. Here 2 - 569. The White Haze - 570. Closer, Closer | Počet stran: - 192 |

| Kapitoly: - 571. a Devilish Perspective - 572. The Blaster - 573. I AM THE EDGE - 574. DEATH IN VISION - 575. THE KILLERS HIGH - 576. THE KILLERS HIGH 2 - 577. Ostří (刃 Jaiba) - 578. THE UNDEAD 5 - 579. THE UNDEAD 6 - 580. THE LIGHT | Počet stran: - 192 |

| Kapitoly: - 581. THE HERO 2 - 582. The Headless Star - 583. The Headless Star 2 - 584. The Headless Star 2 - 585. The Headless Star 4 - 586. The Headless Star 5 - 587. The Headless Star 6 - 588. The Headless Star 7 - 589. The Shooting Star Project: The Old and New Trust - 590. Marching Out the ZOMBIES - 591. Marching Out the ZOMBIES 2 | Počet stran: - 216 |

| Kapitoly: - 592. Marching Out The ZOMBIES 3 - 593. Marching Out the ZOMBIES 4 - 594. Rubb-Dolls - 595. Rubb-Dolls 2 - 596. Rubb-Dolls 3 - 597. Winded by the Shadow - 598. The Shooting Star Project [We Only Have to Beat You Mix] - 599. Too Early To Win, Too Late To Know - 600. SNIPE - 601. VERGE ON VERMILLION | Počet stran: - 192 |

| Kapitoly: - 602. Bane Licking Good - 603. What The Hell - 604. REVITALIZE - 605. Don't Call My Name - 606. Divine Division - 607. THE MASTER - 608. Temnota z nejčernější černé (黒より黒し Kuro jori Kuroši) - 609. "A" - 610. Mausoleum of Skulls - 611. Smrt Krále duší (霊王死す Reió Šisu) | Počet stran: - 192 |

| Kapitoly: - 612. DIRTY - 613. The Ordinary Peace - 614. KILL THE KING - 615. All is Lost - 616. Mimihagi (ミミハギ様 Mimihagi-sama) - 617. Return of the God - 618. The Dark Arm - 619. The Betrayer - 620. Where Do You Stand - 621. THE DARK CURTAIN - 622. The Agony | Počet stran: - 208 |

| Kapitoly: - 623. Against The Judgement - 624. THE FANG - 625. LIVING JAGUAR - 626. THE HOLY NEWBORN - 627. The Creation - 628. New World Orders - 629. Gate of the Sun - 630. The Twinned Twilight - 631. friend - 632. friend 2 | Počet stran: - 192 |

| Kapitoly: - 633. FRIEND 3 - 634. friend 4 - 635. Hooded Enigma - 636. Sensitive Monster - 637. BABY, HOLD YOUR HAND - 638. Vroucí zloba je vrcholem zábavy (悪意沸沸滑稽ノ極ミ; Akui Fucufucu Kokkei no Goku mi) - 639. BABY,HOLD YOUR HAND 2 - 640. BABY,HOLD YOUR HAND 3 (Mad Lullaby no.7) - 641. BABY,HOLD YOUR HAND 4 [When I am sleeping] - 642. BABY,HOLD YOUR HAND 5 [Eyes Are Open] | Počet stran: - 200 |

| Kapitoly: - 643. BABY,HOLD YOUR HAND 6 [Waiting For Love] - 644. BABY,HOLD YOUR HAND 7 [Never Ending My Dream] - 645. Don't Chase a Shadow - 646. The Second Eye - 647. THE THEATRE SUICIDE - 648. THE THEATRE SUICIDE SCENE 2 - 649. The Theatre Suicide SCENE 3 - 650. THE THEATRE SUICIDE SCENE 4 - 651. The Theatre Suicide SCENE 5 - 652. The Theatre Suicide SCENE 6 | Počet stran: - 192 |

| Kapitoly: - 653. The Theatre Suicide SCENE 7 - 654. Deadman Standing - 655. THE MIRACLE - 656. GOD OF THUNDER - 657. GOD OF THUNDER 2 - 658. Fatal Matters Are Cold - 659. There Will Be Frost - 660. The Visible Answer - 661. MY LAST WORDS - 662. GOD OF THUNDER 3 - 663. GOD OF THUNDER 4 | Počet stran: - 208 |

| Kapitoly: - 664. The Gift - 665. The Princess Dissection - 666. Prázdný, loutkový, dutý (空っぽ、傀儡、伽藍堂; Karappo, Kugucu, Karandó) - 667. BIGGER, LOUDER, STRONGER - 668. BIGGER,FASTER,STRONGER - 669. Ostří 2 (刃 II; Yaiba 2) - 670. The Perfect Crimson - 671. The Perfect Crimson 2 - 672. Son of Darkness - 673. Father - 674. Father 2 | Počet stran: - 208 |

| Kapitoly: - 675. Blood for My Bone - 676. Horn of Salvation - 677. Horn of Salvation 2 - 678. The Future Black - 679. THE END - 680. THE END 2 - 681. THE END TWO WORLD - 682. The Two Sided World End - 683. The Dark Side of Two World Ends - 684. The Blade - 685. A PERFECT END. - 686. Death & Strawberry | Počet stran: - 232 |